# Snotra
Snotra ("saggia") è una divinità della mitologia norrena. Che pensa a tutto.  Di lei non si sa quasi nulla. Snorri Sturluson riferisce che è molto saggia e nobile d'aspetto, e che dal suo nome deriva l'aggettivo snotr, assennato. In realtà è più probabile il contrario, che sia il suo nome a derivare dall'aggettivo stesso. Snotra è nominata anche nelle þulur.